# Запис Пауновића јабука (Балуга)
Запис Пауновића јабука (Балуга) се налази на парцели чији је власник Пауновић Видосав.

## Локација
| Општина             | Чачак                                                            |
| Катастарска општина | Балуга Трнавска                                                  |
| Потес               | Ранци                                                            |
| Координате          | 43° 51′ 54″ С; 20° 25′ 36″ И / 43.865000000000002° С; 20.4268° И |
| Надморска висина    | 235m                                                             |

## Карактеристике
Дендрометријске вредности утврђене на терену и сателитским снимцима:
| Стабло                     | Јабука |
| Висина стабла              | m      |
| Обим дебла                 | m      |
| Пречник крошње             | 8m     |
| Пречник дебла              | m      |
| Висина дебла до прве гране | m      |

## База записа
Запис је у оквиру Викимедија пројекта "Запис - Свето дрво" заведен под редним бројем 0934.